# Tercera División Grupo 18
De Tercera División RFEF Grupo 18 is een van de regionale divisies van de Tercera División RFEF, de vijfde voetbaldivisie van Spanje. Het is de eerste divisie in de regio Aragón en de Tercera División Grupo 18 bevindt zich in dat opzicht onder de Segunda División RFEF en boven de Primera División Preferente de Castilla-La Mancha.

## Opzet
Er zijn 20 clubs die in een competitie tegen elkaar uitkomen. De kampioen promoveert automatisch en de nummers 2 t/m 5 spelen play-offs om één plaats in de Segunda División RFEF. De nummers 18, 19 en 20 dalen af naar de Preferente.
Albacete B · 
Almagro CF ·
UD Almansa ·
Atlético Ibañés ·
CD Azuqueca
Calvo Sotelo ·
UB Conquense ·
CD Guadalajara ·
CD Illescas · 
La Roda CF · 
CF La Solana ·
CD Madridejos
CD Manchego ·
Manzanares CF ·
CD Marchamalo ·
CD Pedroñeras ·
CD Quíntanar del Rey ·
CD Tarancón ·
CD Toledo ·
CD Torrijos ·
CD Villacañas